# Melanhyphus clypealis
Melanhyphus clypealis är en skalbaggsart som beskrevs av Gilbert John Arrow 1937. Melanhyphus clypealis ingår i släktet Melanhyphus och familjen Dynastidae. Inga underarter finns listade i Catalogue of Life.